# Кароліна Лухан
Марія Кароліна Лухан (13 травня 1985, Буенос-Айрес) — аргентинська шахістка, якій належать титули міжнародного майстра від 2007 року і гросмейстера серед жінок від 2005 року.

## Кар'єра
П'ять разів посідала або ділила перше місце на чемпіонаті Аргентини серед жінок (у 2000, 2001, 2004, 2006 і 2015 роках).
Взяла участь у чотирьох чемпіонатах світу серед жінок: 2004 — у першому колі поступилась майбутній фіналістці Катерині Ковалевській, 2006 — у другому колі її перемогла майбутня фіналістка Аліса Галлямова, 2012 — у першому колі поступилась Ганні Затонських і 2015 — у другому колі її вибила зі змагань Аліса Галлямова.
Виступала за збірну Аргентини на першій шахівниці на семи Шахових олімпіадах від 2002 до 2014 року. Найкращий результат показала 2002 в Бледі, де набрала 8½/13 і фінішувала 11-ю, а також 2012 року в Стамбулі, де набрала 6/9 з турнірним перформенсом 2455, таким чином посівши 13-те місце на 1-й шахівниці.
У травні 2005 року здобула звання гросмейстера серед жінок. Три гросмейстерські норми виконала на таких турнірах як: шахова олімпіада 2002, панамериканський чемпіонат з шахів 2003 року в Буенос-Айресі і турнір в Буенос-Айресі 2004 року. У січні 2007 року здобула титул міжнародного майстра.
Перемогла на турнірі для жіночих гросмейстерів Mediterranean Flowers 2008 у Рієці, аналогічному турнірі 2010 року в Граці і поділила 1-ше місце на панамериканському чемпіонаті з шахів серед жінок 2010 року в Кампінасі (Бразилія).
2014 року здобула перемогу на панамериканському чемпіонаті з шахів серед жінок.